# Xenofón Kásdaglis
Xenofón Kásdaglis (en grec moderne : Ξενοφών Κάσδαγλης), parfois francisé en Xenophon Casdaglis, né le 27 février 1880 à Alexandrie en Égypte et mort le 2 mai 1943 à Salford dans le Grand Manchester au Royaume-Uni est un joueur de tennis médaillé d'argent en double et de bronze en mixte lors des Jeux olympiques intercalaires de 1906 (non reconnu par le CIO) à Athènes en Grèce.

## Biographie
Sa famille d'origine russe, marchande de coton s'était installé en Égypte pour les affaires, c'est là qu'il nait en 1880, puis sa famille retourne en Angleterre en 1895,. Son frère est Dionýsios Kásdaglis. Il a été éduqué au Royaume-Uni et en France où étudiant il en profite pour remporter le double du Championnat de France en 1895.
Son nom a été anglicisé en Casdagli.

## Carrière
1/8 de finale au tournoi de tennis en simple des Jeux olympiques intercalaires de 1906 contre Max Decugis.
1/32 de finale à Wimbledon en 1907 défaite face à Wilberforce Eaves (il bat au 1er tour E.W. Timmis).
1/2 finale à Wimbledon en 1907 en double avec Josiah Ritchie ; 1/16 en 1922 avec l'Irlandais Cecil Campbell.
1/16 de finale à Wimbledon en mixte en 1922 avec E.D.Holman.

### Palmarès
- enregistré comme Grec il est médaillé d'argent en double avec Ioannis Ballis (de) et de bronze avec Aspasia Matsa (el) et en mixte lors des Jeux olympiques intercalaires de 1906
- enregistré comme Britannique a remporté le tournoi de double du Championnat de France (Future Internationaux de France) en 1895.
- Il a remporté trois Northern Lawn Tennis Championship à Manchester en double et a été deux fois finaliste du simple en 1903 et 1907.
- En 1908 (avec Charlotte Cooper) et 1909 (avec Maude Garfit) il remporte dans le cadre du Northern Lawn Tennis Championship les deux derniers tournois de double mixte encore non officiels de Wimbledon avant que celui-ci ne le deviennent en 1913, le tournoi est alors joué à Manchester les années impairs et Liverpool les années pairs en alternance.